# Parc Athéna
Parc Athéna är en park i Kanada.   Den ligger i regionen Montréal och provinsen Québec, i den sydöstra delen av landet, 160 km öster om huvudstaden Ottawa. Parc Athéna ligger 59 meter över havet.
Terrängen runt Parc Athéna är platt. Runt Parc Athéna är det mycket tätbefolkat, med 6 241 invånare per kvadratkilometer.. Närmaste större samhälle är Montréal, 3,5 km sydost om Parc Athéna. 
Runt Parc Athéna är det i huvudsak tätbebyggt.